# Bistum Zhoucun
Das in der Volksrepublik China gelegene Bistum Zhoucun (lat. Dioecesis Ceuziienensis) wurde am 16. April 1929 als Mission sui juris von Changtien begründet. Bereits am 1. Juni 1932 zur Apostolischen Präfektur erhoben, wurde es am 18. Mai 1937 zum Apostolischen Vikariat von Chowtsun und am 11. April 1946 durch Papst Pius XII. zum Bistum erhoben.
Das zur Kirchenprovinz Jinan gehörende Bistum war es ein Missionsgebiet der Franziskaner (OFM), welche auch die Apostolischen Vikare und den ersten Bischof Henry Ambrose Pinger stellten. Dieser starb am 24. September 1988.
Aufgrund der politischen Verhältnisse konnte das Bistum zwischen 1988 und 2018 nicht durch den Heiligen Stuhl besetzt werden.

## Apostolische Vikare und Bischöfe von Zhoucun

### Apostolischer Präfekt/Vikar von Zhoucun im Römischen Ritus
- Henry Ambrose Pinger (1930 - 11. April 1946)

### Bischöfe von Zhoucun
- Bischof Henry Ambrose Pinger, OFM (11. April 1946 - 24. September 1988)
- Gegenbischof John Gao Ke-xian (1993 – 2005)
- Gegenbischof Joseph Ma Xue-sheng (1997 – 2013)
- Joseph Yang Yongqiang (2013–2024; seit 2013 als Bischof der Chinesischen Katholisch-Patriotischen Vereinigung und seit dem 22. September 2018 auch Diözesanbischof mit Legitimation des Heiligen Stuhls)
  - Sedisvakanz seit 12. Juni 2024